# Verzorgingsplaats Selnisse
Verzorgingsplaats Selnisse is een Nederlandse verzorgingsplaats, gelegen aan de noordzijde van de A58 in de richting Eindhoven-Vlissingen tussen knooppunt Stelleplas en afrit 37 in de gemeente Goes.
De verzorgingsplaats is vernoemd naar de voormalige Selnissepolder, die het noordelijk deel van de huidige Oude Kraaijertpolder besloeg. 

Richting Vlissingen: Kriekampen · Brehees · Blaak · Molenheide · Lage Aard · Bremberg · Hoezaar · Spuitendonk · Wouwse Tol Noord · 't Scheld · Vliete · Selnisse
Richting Eindhoven: Arnemuiden · Vliedberg · Voetpomp · Het Rak · Wouwse Tol Zuid · Mastpolder · Liesbos · Hooge Aard · Raakeind · Leikant · Kerkeind · Kloosters